# Marju Lauristin

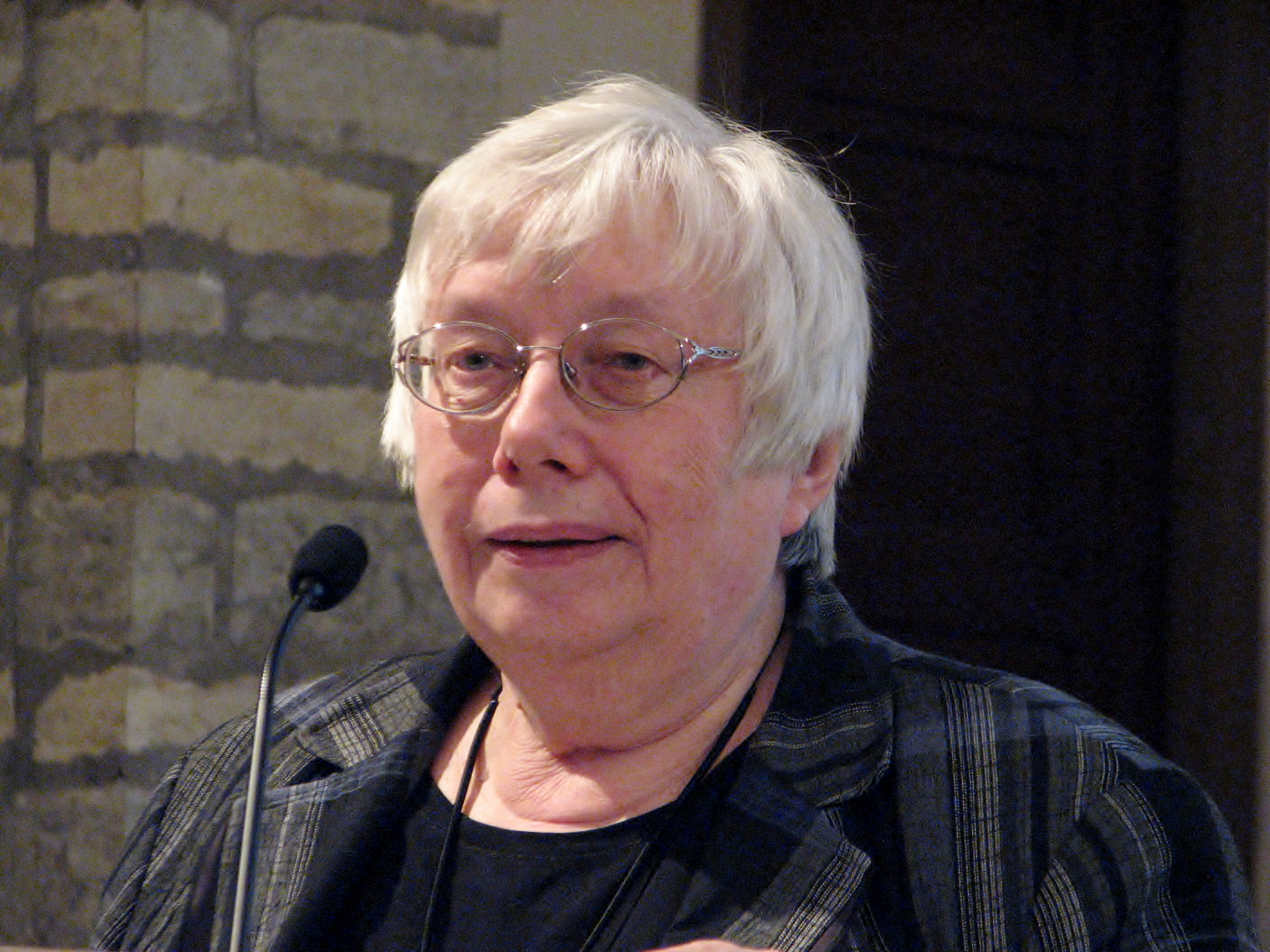
Marju Lauristin, 2014

Marju Lauristin (* 7. April 1940 in Tallinn) ist eine estnische Politikerin und Sozialwissenschaftlerin. Von 1992 bis 1994 war sie estnische Sozialministerin. Bei der Europawahl 2014 wurde sie zur Abgeordneten im Europäischen Parlament gewählt.

## Leben
Marju Lauristin ist die Tochter von Johannes und Olga Lauristin. Johannes Lauristin war während der ersten sowjetischen Besetzung Estlands 1940–1941 Leiter der von den Sowjets eingesetzten Marionettenregierung.
Marju Lauristin studierte an der Staatsuniversität Tartu Journalismus und Soziologie der Massenkommunikation und schloss ihr Studium 1966 ab. 1976 promovierte sie in Moskau mit einer Arbeit über die inhaltliche Analyse von Zeitungsartikeln.
Ihre berufliche Laufbahn begann sie als Journalistin beim Estnischen Radio. Von 1970 bis 1988 arbeitete sie am Laboratorium für Soziologie an der Staatsuniversität Tartu (estnisch: Tartu Riikliku Ülikooli sotsioloogia laboratoorium), zuletzt als dessen Direktorin.

### Singende Revolution und Folgejahre
1988 gründete sie im Zeichen von Glasnost und Perestroika gemeinsam mit Edgar Savisaar die Rahvarinne (Volksfront), die erste bedeutende unabhängige politische Bewegung in Estland seit der Besetzung des Landes. Von 1990 bis 1995 war Lauristin Abgeordnete der Sozialdemokratischen Partei Estlands (Eesti Sotsiaaldemokraatlik Partei) und zugleich Parteivorsitzende. 1990 wurde sie stellvertretende Parlamentspräsidentin. Von 21. Oktober 1992 bis 20. September 1994 war Lauristin im Kabinett von Ministerpräsident Mart Laar estnische Sozialministerin. Von 1999 bis 2003 saß sie für die sozialdemokratische Volkspartei – Die Moderaten (Rahvaerakond Mõõdukad) im estnischen Parlament (Riigikogu).
1995 bis 1999 kehrte Lauristin an die Universität zurück und arbeitete als Professorin für Sozialpolitik in Tartu. Ab 2003 war sie Professorin für Soziale Kommunikation. Mittlerweile ist sie emeritiert. Seit 2004 ist sie Mitglied im Rat der Universität der Vereinten Nationen, daneben engagiert sie sich bei zahlreichen internationalen wissenschaftlichen Publikationen und Institutionen. 2006 verlieh ihr die Universität Helsinki die Ehrendoktorwürde.

### MdEP
Bei der Europawahl 2014 wurde Marju Lauristin für die Sozialdemokraten ins Europäische Parlament gewählt. Als eine von sechs Abgeordneten aus Estland gehörte sie dem Parlament bis zu ihrem freiwilligen Rückzug Ende 2017 an. Ihr Nachfolger wurde Ivari Padar.

### Privates
Marju Lauristin ist seit 1978 die Ehefrau des estnischen Soziologen Peeter Vihalemm (* 1944). Sie ist die Halbschwester des estnischen Politikers und Publizisten Jaak Allik (* 1946).

## Publikationen (Auswahl)
- Return to the Western World. Tartu : Tartu University Press, 1997. ISBN 9985-56-257-7
- The Challenge of the Russian Minority: Emerging Multicultural Democracy in Estonia, Tartu : Tartu University Press, 2002. ISBN 9985-56-633-5.